# Semiothisa costiguttata
Semiothisa costiguttata là một loài bướm đêm trong họ Geometridae.